# Erdei pele
Az erdei pele (Dryomys nitedula) az emlősök (Mammalia) osztályának rágcsálók (Rodentia) rendjébe, ezen belül a pelefélék (Gliridae) vagy (Myoxidae) családjába tartozó faj.
A Dryomys emlősnem típusfaja.

## Előfordulása
Közép-Európában, (Svájc, Bajor-erdő), Kisázsiában (Izrael, Törökország) fordul elő. Az erdei pele elterjedésének alpesi peremterületein a lombos és elegyes erdőkben él 600-1600 méter között (helyenként még magasabban is). Oroszország nyugati felén főként a tűlevelű erdők, Balkánban az örökzöld bozót lakója. Alkalmilag a hegyi legelők kunyhóiban, kertekben, gyümölcsösökben is felbukkan. Magyarországon viszonylag ritka, a Dunántúli- és az Északi-középhegységben fordul elő. 2012 óta fokozottan védett.

## Megjelenése
Az erdei pele testhossza 8-10 centiméter, farokhossza körülbelül 6-8 centiméter és testtömege 30-70 gramm. Lényegesen kisebb, mint a kerti pele, farka bozontosabb. Színezete felül a szürkétől (az Alpokban) a vörhenyesbarnáig változhat, és csak fokozatosan alakul ki, pár hetes korban még nem végleges. Állandó jellemző a szemek mögött húzódó (fokozatosan sötétedő) fekete sáv. Füle viszonylag kicsi, csak alig ér ki a bundából. Lába testéhez képest viszonylag hosszú, vékony és már kicsi korától kezdve mászásra, csüngésre alkalmas. Farka a patkányéhoz hasonlóan bordázott, végén rendszerint fehér kis pamacs látható.

## Életmódja
Az állat életmódja hasonló a kerti pelééhez (Eliomys quercinus), de gömb alakú fészkét inkább (de legalábbis helyenként) szabadon építi a bokrok ágain. Megtelepszik faodúkban és a megfelelő nagyságú mesterséges fészekodúkban is (Magyarországon például a Mátrában). A Földközi-tenger medencéjének keleti felén az erdei pele egész évben ébren van, de európai és nyugat-oroszországi elterjedési területének jelentős részén téli álmot alszik. Ennek hossza a klimatikus adottságoknak megfelelően területenként változhat.
Tápláléka rovarok és magvak; a madárfészkeket valószínűleg ritkán fosztja ki. Mivel életmódja alig tér el a kerti peléétől, a két faj együtt sehol nem fordul elő nagyobb egyedszámban. Úgy tűnik, kitérnek egymás útjából. Az erdei pele a rovarok közül a lepkéket, bábokat és a csupasz hernyókat kedveli, az egyes példányok között azonban táplálék dolgában igen nagy eltérések lehetnek.

## Szaporodása
A nőstény évente egyszer, júniusban, 2-6 kölyköt ellik. A kicsinyek, akár a kerti pelénél, csupaszon és zárt szemmel jönnek a világra, de 4-5 hetes korukban már önállóak. Azoknál az állományoknál, amelyek nem alszanak téli álmot, évi 2-3 ellés lehetséges.